# Пођо д'Акона (Арецо)
Пођо д'Акона је насеље у Италији у округу Арецо, региону Тоскана.
Према процени из 2011. у насељу је живело 36 становника. Насеље се налази на надморској висини од 494 м.